# Guillaume Faye
Guillaume Faye (Angulema, 7 de noviembre de 1949-París, 7 de marzo de 2019) fue un filósofo francés defensor del identitarismo como parte de la Nouvelle Droite.
Continuador de las ideas de Giorgio Locchi, sus diversos artículos y libros plantean el Islam como una némesis necesaria para unir a los pueblos blancos no musulmanes de Europa y la antigua Unión Soviética en una entidad llamada «Eurosiberia». Faye consideró que las quejas regionales y nacionales eran contraproducentes para este objetivo y apoyó la integración europea.

El académico Stéphane François describe a Faye como «pensador conservador-revolucionario paneuropeo que está en el origen de la renovación del corpus doctrinal de la derecha identitaria francesa, y más ampliamente de la derecha euroamericana, con el concepto de arqueofuturismo».

## Biografía

### Primeros años y educación
Guillaume Faye nació el 7 de noviembre de 1949 en Angulema, en el seno de una familia burguesa cercana a la derecha bonapartista. Estudió en el Instituto de Estudios Políticos de París, donde dirigió las asociaciones estudiantiles Cercle Pareto y Association GRECE entre 1971 y 1973.

### GRECE
Aconsejado por Dominique Venner, Faye se incorpora en 1970 al GRECE, un grupo etnonacionalista dirigido por el pensador de la Nouvelle Droite Alain de Benoist. Pronto se convirtió en el Secretario de Estudios e Investigación del movimiento, y en uno de sus principales teóricos. Faye escribió en esa época para muchas revistas de la Nouvelle Droite, como Éléments, Nouvelle École, Orientations y Études et Recherches. A partir de 1978, se convirtió en promotor de la estrategia de la "metapolítica" encarnada por el GRECE, aunque finalmente fracasó su proyecto de entrismo en la corriente principal de la derecha, la revista Figaro.

### Medios de comunicación
Tras sus desacuerdos intelectuales y financieros con de Benoist, Faye fue marginado en el GRECE. Se dice que fue expulsado del think tank a finales de 1986, aunque su salida no se anunció oficialmente hasta agosto de 1987 mediante una carta escrita por Pierre Vial al periódico Le Monde.
A continuación, Faye se alejó del activismo político y se implicó activamente en la industria de los medios de comunicación. Entre 1991 y 1993, trabajó como animador bajo el nombre de "Skyman" en la emisora de radio urbana Skyrock. También fue periodista en las revistas L'Écho des Savanes y VSD, y apareció en el talk-show Télématin de France 2. Faye enseñó sociología de la sexualidad en la Universidad del Franco Condado y también ha afirmado haber actuado en películas pornográficas.

### Vuelta al activismo político
Faye volvió al activismo político en 1998 con la publicación de su libro Arqueofuturismo, seguido en 2000 por La colonización de Europa. Este último, criticado como "fuertemente racista" por De Benoist, le valió una condena penal por incitación al odio racial. Faye organizó conferencias con simpatizantes del GRECE, monárquicos, católicos tradicionales y neopaganos. Sin embargo, a petición de De Benoist, fue excluido de nuevo del GRECE en mayo de 2000.
Faye se acercó entonces a Terre et Peuple, un movimiento neopagano fundado en 1995 por los antiguos miembros del GRECE Pierre Vial, Jean Mabire y Jean Haudry, pero también fue expulsado en 2007 tras la publicación de su libro La Nouvelle Question Juive ("La nueva cuestión judía"), considerado en algunos círculos revolucionarios-nacionalistas y tradicionalistas católicos como demasiado "sionista". En 1999 y 2002, fue invitado a intervenir en conferencias organizadas por el Club de l'Horloge, un grupo de reflexión nacional-liberal dirigido por Henry de Lesquen.
Faye murió el 6 de marzo de 2019, tras una larga batalla contra el cáncer.

## Influencia
En la década de 1980, su obra fue traducida al inglés, italiano, alemán o español, y Faye intervino en numerosas conferencias organizadas por grupos de la Nueva Derecha europea. Aunque en un principio había abandonado toda actividad política a finales de los 80, sus primeros libros y artículos siguieron siendo discutidos entre los activistas estadounidenses del naciente movimiento que más tarde se denominó "Alt-right". Tras su regreso, Faye reanudó sus vínculos con el GRECE y los militantes nacionalistas-revolucionarios entre 1998 y 2006, y se convirtió en una importante figura del "nacional-occidentalismo", encontrándose junto a militantes europeos de extrema derecha de la talla de Gabriele Adinolfi, Pierre Krebs, Ernesto Milá, Pierre Vial o Galina Lozko para defender el "futuro del mundo blanco", como se tituló una conferencia organizada en Moscú en junio de 2006.
Después de 2006, Faye ha participado en convenciones organizadas por la asociación American Renaissance, dirigida por el supremacista blanco Jared Taylor, y sus ideas han sido debatidas por el sitio web estadounidense de la alt-right, Counter-Currents. Sus obras del segundo periodo intelectual han sido traducidas al inglés por Arktos Media, descrita como el "líder mundial indiscutible en la publicación de literatura de la Nouvelle Droite en inglés". Los escritos de Faye y Alain de Benoist, especialmente su postura metapolítica, también han influido en los activistas de extrema derecha como el estadounidense Richard B. Spencer, el identitario sueco Daniel Friberg y el movimiento identitario en general. En cuanto a de Benoist, los escritos de Faye fueron discutidos en la revista estadounidense de Nueva Izquierda Telos, fundada por el filósofo Paul Piccone. Según Stéphane François, Faye "es responsable de la renovación doctrinal del nativismo francés y, más ampliamente, del desarrollo de la derecha radical europea-americana".

## Ideas

### Periodo GRECE (1970-1987)
Un concepto clave del pensamiento de Faye es que el paganismo -considerado como un objeto cuasi ideal alineado en el orden cósmico que permitía una sociedad holística y orgánica- es una religión arraigada y diferencialista, y por tanto una solución a la cosmovisión "mixófila" y universalista dominante en Occidente. También ha participado en la difusión de una identidad definida como biológica y cultural. En 1979, defendió que había que combatir la inmigración, más que los inmigrantes, para preservar las "identidades" culturales y biológicas a ambos lados del mar Mediterráneo.
Sus primeros libros, publicados a principios de la década de 1980, desarrollaron un rechazo a la sociedad consumista y a la estandarización y occidentalización del mundo, una de las constantes intelectuales de Faye. Para él, una sociedad multirracial es por esencia "multirracista", y ha pedido el retorno de los inmigrantes no europeos a sus respectivas "áreas de civilización". En 1985, Faye declaró que los "círculos de opinión" sionistas de Francia habían obligado al gobierno francés a romper sus vínculos con el régimen baasista de Sadam Husein, y ha denunciado a los "lobbies sionistas" de Estados Unidos que deseaban influir en la geopolítica a favor de Israel. Sin embargo, tras su regreso a la política a finales de la década de 1990, Faye dio marcha atrás en su posición proárabe y se convirtió en partidario de Israel como potencial aliado político de circunstancias contra árabes y musulmanes.

### Periodo posterior (1998-2019)
A través de varios libros que Faye publicó a partir de finales de la década de 1990, que concibió como un llamamiento a la "conciencia étnica" de los europeos, Faye se convirtió en un importante ideólogo del nativismo y defendió una forma de racialismo que el académico Stéphane François ha descrito como "una reminiscencia de los años 1900 a 1930". Los "fundamentos étnicos de una civilización", argumentaba Faye, "descansan en sus raíces biológicas y en las de sus pueblos". También ha hecho referencias a la "lealtad a los valores y a las líneas de sangre", ha promovido políticas natalistas y eugenistas para resolver los problemas demográficos de Europa y ha adoptado un concepto racialista darwiniano de la "lucha de los más aptos", considerando a las demás civilizaciones como enemigos que hay que eliminar.
Faye creía que Occidente estaba amenazado por su declive demográfico y su tejido social decadente, por un supuesto enfrentamiento etnorreligioso entre el Norte y el Sur, y por una serie de crisis financieras mundiales y una contaminación ambiental incontrolada. Para evitar el anunciado colapso civilizatorio y ecológico, Faye ha promovido un régimen autoritario dirigido por un "jefe nato", un hombre carismático y providencial que proteja la identidad y la ascendencia del pueblo y tome las decisiones adecuadas en situaciones de emergencia. Faye también ha condenado lo que ha llamado "etnomasoquismo", definido como el auto-odio al propio grupo étnico. En su libro Por qué luchamos, publicado originalmente en 2001, Faye definió la "metapolítica" como la "difusión social de ideas y valores culturales con el fin de provocar una transformación política profunda y a largo plazo".
El concepto "arqueofuturismo", acuñado por Faye en 1998, se refiere a la reconciliación de la tecnociencia con los "valores arcaicos". Sostiene que el término "arcaico" debe entenderse en su griego antiguo original, es decir, como el "fundamento" o el "principio", no como un apego ciego al pasado. Según Faye, los antimodernos y los contrarrevolucionarios son en realidad construcciones especulares de la modernidad que comparten la misma concepción lineal sesgada del tiempo. Definiendo sus teorías como "no modernas", Faye se vio influenciado por el concepto de eterno retorno de Friedrich Nietzsche y por los trabajos sociológicos posmodernos de Michel Maffesoli. El politólogo Stéphane François ha descrito el arqueofuturismo como una combinación de "filosofía posmoderna, algunos elementos de la contracultura occidental y el racismo".